# Ліптус Віктор Іванович
Ві́ктор Іва́нович Лі́птус (9 травня 1942, Мала Михайлівка, Третій Рейх) — український промисловець, директор цукрового комбінату ім. Цюрупи (Андрушки) та Корнинського цукрового заводу. Заслужений працівник промисловості України (2006). Нагороджений медаллю «За трудову відзнаку» (1975).

## Життєпис
Віктор Ліптус народився у селі Мала Михайлівка Сквирського району на Київщині. Здобув вищу освіту за фахом «інженера-механіка». З 1975 року обіймав посаду директора цукрового комбінату ім. Цюрупи в селі Андрушки.
У 2000 році був обраний головою правління ВАТ «Корнинський цукровий завод». Завдяки зусиллям Віктора Ліптуса було відновлено більше 400 робочих місць та повністю газифіковане робітниче селище. У 2006 році Ліптуса було удостоєно звання Заслуженого працівника промисловості України. Протягом 2007—2011 років роботу заводу було законсервовано, однак згодом він відновив свою діяльність. У жовтні 2011 року Віктора Ліптуса було притягнуто до адміністративної відповідальності через відсутність безпечних норм праці на підприємстві. В 2015 році було запущено механізм ліквідації Корнинського цукрового заводу, а наступного року підприємство було продане компанії з Вінниці, що розібрала його на металобрухт.

## Нагороди
- Заслужений працівник промисловості України (14 листопада 2006) — за вагомий особистий внесок у розвиток агропромислового комплексу України, досягнення високих показників у виробництві та переробці сільськогосподарської продукції, багаторічну сумлінну працю та з нагоди Дня працівників сільського господарства[1].
- Медаль «За трудову відзнаку» (1975) — за великі досягнення у розвитку цукрової галузі.